# 七ヶ岳登山口駅

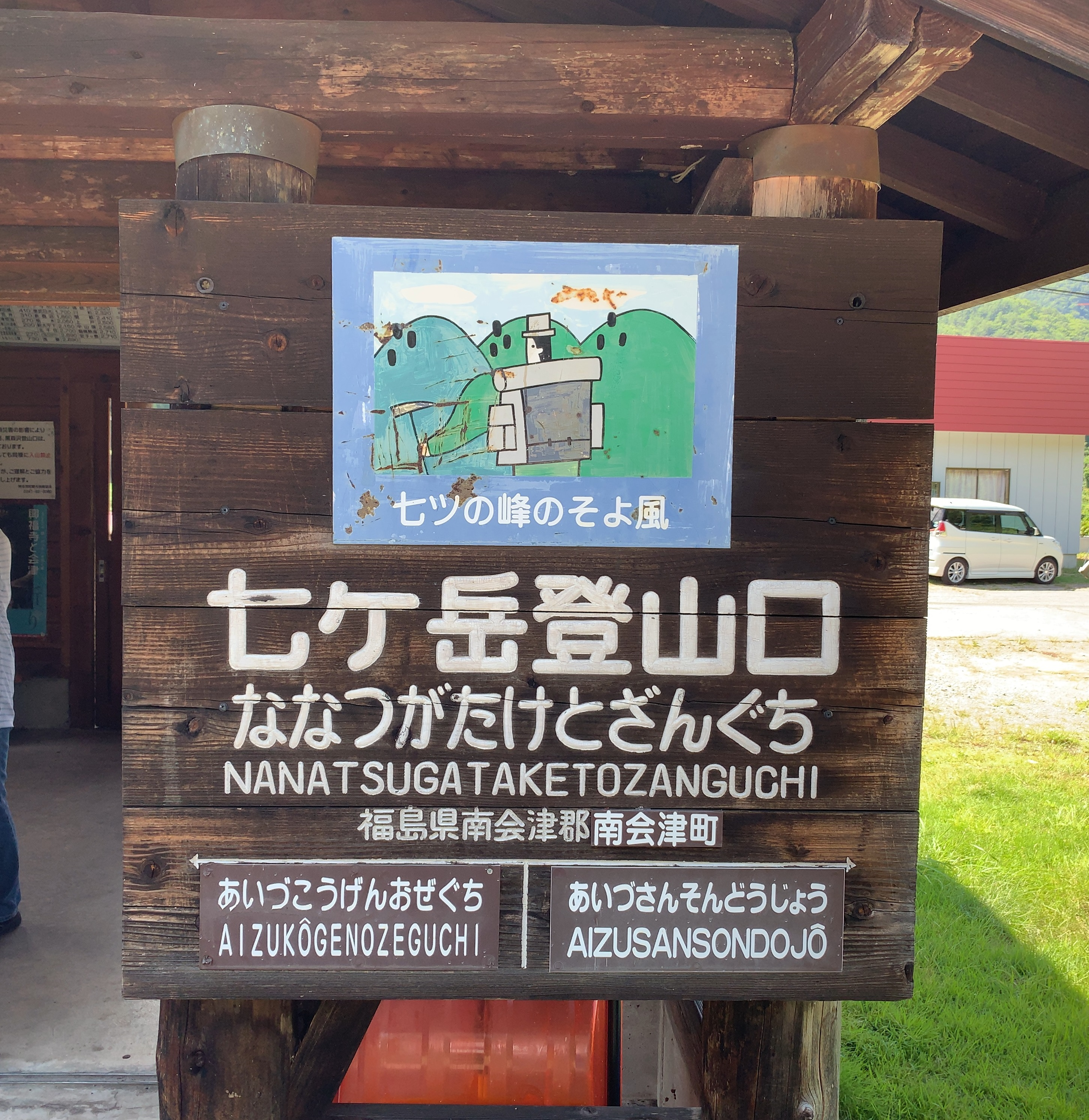
駅名標

七ヶ岳登山口駅（ななつがたけとざんぐちえき）は、福島県南会津郡南会津町糸沢字下宮之原にある会津鉄道会津線の駅である。

## 歴史
- 1953年（昭和28年）11月8日 - 日本国有鉄道会津線の糸沢駅（いとざわえき）として開業[1]。
- 1963年（昭和38年）3月1日 - 貨物取扱廃止[1]。
- 1965年（昭和40年）9月25日 - 荷物扱い廃止[1][2]。無人駅となる[3]。
- 1987年（昭和62年）
  - 4月1日 - 国鉄分割民営化により、東日本旅客鉄道（JR東日本）の駅となる[1]。
  - 7月16日 - 会津鉄道に転換と同時に七ヶ岳登山口駅に改称[1]。
- 2022年（令和4年）3月12日 - 特急「リバティ会津」の停車を終了[4]。

## 駅構造
単式ホーム1面1線を有する地上駅。無人駅である。
ログハウス風の駅舎があり、駅名標には「七ツの峰のそよ風」と記されている。日本国有鉄道（国鉄）会津線糸沢駅時代は会津高原尾瀬口駅と同じタイプの駅舎を有していたが、無人化されていて窓や出札口は板打ちされていた。

## 利用状況
- 会津鉄道 - 2015年度の1日平均乗車人員は8人であった[5]。

| 乗車人員推移 | 乗車人員推移     |
| 年度         | 一日平均乗車人員 |
| ------------ | ---------------- |
| 2000         | 30               |
| 2001         | 27               |
| 2002         | 22               |
| 2003         | 14               |
| 2004         | 14               |
| 2005         | 14               |
| 2006         | 11               |
| 2007         | 11               |
| 2008         | 14               |
| 2009         | 14               |
| 2010         | 11               |
| 2011         | 8                |
| 2012         | 8                |
| 2013         | 8                |
| 2014         | 8                |
| 2015         | 8                |

## 駅周辺
- 七ヶ岳 - 最寄りの羽塩登山口は2019年以降、災害のため閉鎖中。
- 国道121号

## 隣の駅
会津鉄道
■会津線
■区間快速
通過
□快速（「AIZUマウントエクスプレス」1号のみ停車）・■普通
会津山村道場駅 - 七ヶ岳登山口駅 - 会津高原尾瀬口駅